# Meig
Der Meig ist ein Fluss in der schottischen Council Area Highland beziehungsweise in der traditionellen Grafschaft Ross-shire.

## Beschreibung
Der Meig entspringt in der Scharte zwischen Sgùrr nan Ceannaichean und Sgùrr a’ Chaorachain im West Monar Forest. Seine Quelle befindet sich nahe der Wasserscheide, sodass der nur 200 Meter westlich quellende Bach dem Carron zufließt und damit nach Westen zur Schottischen See abfließt. Der Meig fließt vornehmlich in nordöstlicher Richtung ab, zunächst durch das Gleann Fhiodhaig. Nach rund 16 Kilometern durchfließt er den rund zwei Kilometer langen Loch Beannacharain, das Tal führt ab hier den Namen Strath Conon. Nach einem Lauf von 32 Kilometern ist der Meig zum Loch Meig aufgestaut, einem 1956 fertiggestellten Stausee. Unterhalb von Loch Luichart mündet der Meig nach einem Lauf von 39 Kilometern in den Conon, der zum Cromarty Firth abfließt.

## Umgebung
Der Meig durchfließt eine weitgehend unbesiedelte Region der Highlands. Unterhalb von Loch Beannacharain befinden sich die Überreste eines vermutlich eisenzeitlichen Duns am linken Ufer. Weiter flussabwärts liegt der Weiler Porin mit der denkmalgeschützten Strathconon Parish Church am linken Ufer.
Ab Loch Beannachan folgt eine untergeordnete Straße dem linken Ufer. Sie quert den Fluss am Weiler Bridgend auf der Strathconon Bridge und folgt fortan dem rechten Ufer.

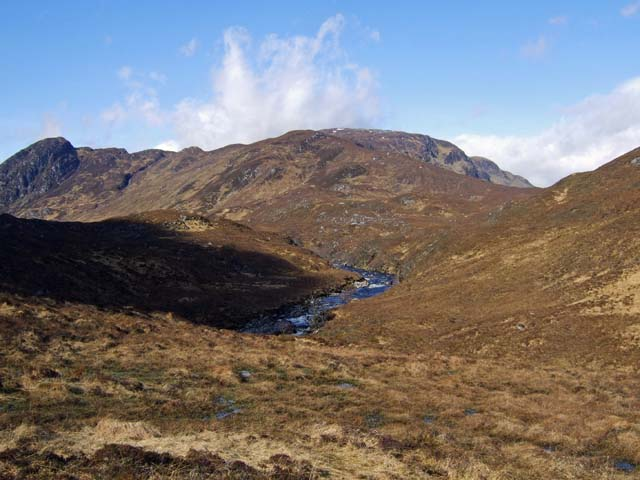
Oberlauf des Meig
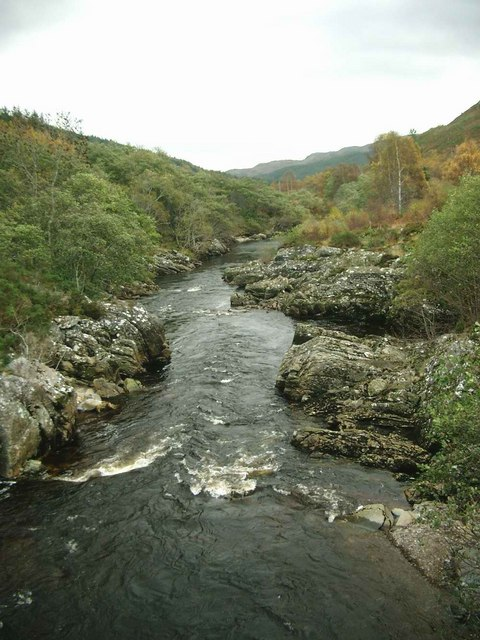
Blick von der Strathconon Bridge